# Dan Den
Dan Den est un groupe musical cubain créé fin 1988 par le pianiste et directeur musical Juan Carlos Alfonso. Il a fait des tournées dans le monde entier. Barbara Dounays, Fernandez Rosales et Dayron Martin Cañete en sont les chanteurs, Roney Alvarez García joue des timbales, Midanys Riera González du güiro, Serguei Rodríguez Torres du bongo et participe à l'accompagnement vocal, Rubén Pérez Baluja est aux congas, Adrián Algota Guerra, Etnecy Hernandez Santiestebán et Fidel Lanier Romero jouent du trombone, Aisar Hernández Segundo de la contrebasse.

## Discographie
- Siempre hay un ojo que te ve (1990)
- Amame con tu experiencia (1992)
- Más rollo que película (1992)
- Viejo Lázaro (1993) prix du meilleur instrumentaliste de la Feria de Cali
- Aprovechando la cobertura (1994)
- Dale al que no te dió (1994)
- Son cubano a lo Dan Den (1995) (EGREM)
- Mi cuerpo (1996) (Fania)
- Salsa en ataré (1997)
- Mecánica guapa (1998)
- Grandes éxitos (2000) (EGREM)
- Dale campanas (2002) (EGREM) EGREM Prix de la revelation de 2003 de cubadisco
- Pasión (2004)
- Ni De Metal Ni De Madera (2006)
- Fiestas De Cuba (2009)